# Brusly
Brusly è un comune degli Stati Uniti d'America, situato nello Stato della Louisiana, in particolare nella parrocchia di West Baton Rouge.